# Liên kết khe
Liên kết khe (Gap junction) là một trong các hình thức liên kết tế bào ở động vật đa bào. Đây là các liên kết trực tiếp giữa bào tương của hai tế bào, cho phép nhiều phân tử, ions và hạt mang điện di chuyển thường xuyên qua một cổng giữa hai tế bào.
Tại liên kết khe, có những đơn vị kết nối (connexon units) hình ống chạy xuyên qua khoảng gian bào hẹp (2 nm) hai đầu mở vào bào tương mỗi tế bào. Mỗi đơn vị kết nối gồm 6 dưới đơn vị quây quanh một lòng rỗng đường kính khoảng 2 nm, cho phép các ion và vật chất có phân tử lượng dưới 1000 đi qua. Tâm của những đơn vị kết nối gần nhau cách nhau khoảng 9 nm. Liên kết khe là cấu trúc liên kết và truyền thông tin ở mặt bên của một số loại tế bào biểu mô. Tuy nhiên, ớ một vài mô trong cơ thể người như mô cơ, mô thần kinh... cũng có cấu trúc truyền thông tin này. Sự truyền thông tin giữa hai tế bào tại liên kết khe theo cơ chế hoạt động cua synap điện (xung động thần kinh qua synap điện không đòi hỏi chất trung gian hóa hoc mà nhờ vào sư chuyển dịch của dòng ion, gây thay đổi điện thế màng).